# Kanaria
Kanaria(일본어: カナリア, 2002년 5월 30일~)는 일본의 보카로P, 작사가, 작곡가, 편곡가이다.

## 개요
Kanaria는 2020년 5월 10일에 보컬로이드 하츠네 미쿠의 음성을 사용하여 백귀제를 유튜브, 니코니코 동화에 투고하여 활동을 시작하였으며, 당시 17세였다.
Kanaria는 2020년 8월 1일 발매된 KING으로 인기를 얻었다. 2020년 12월 9일, 앨범 King이 발매되었다. 2021년 5월 7일, Kanaria는 차세대 유망주로 뮤직 스테이션에서 넥스트 브레이크로 소개되었다. 또한, Ado의 2022년 데뷔 앨범 교겐에 수록된 곡 Domestic De Violence를 작사, 작곡, 편곡했다.
2022년 9월, Kanaria는 Kanaria.code라는 이름의 베스트 음반을 발매했다. 2022년 11월, Kanaria는 체인소 맨 에피소드 덴지를 죽여라의 엔딩 테마곡인 대뇌적인 랑데부를 발매했다. 이는 보컬로이드를 사용하지 않고 직접 노래한 첫 번째 사례였다. 2023년 2월, Kanaria의 노래인 취한 줄을 모르고는 빌보드 재팬의 톱 생성 유저 송 차트에서 1위를 차지하였다.
2023년 4월, Kanaria는 홀로라이브 버츄얼 유튜버인 호시마치 스이세이와의 협업곡 레퀴엠을 발매했다.
2024년 8월 24일, Kanaria는 버츄얼 유튜버로 데뷔했으며, Kanaria를 사칭하는 사례가 여러 건 있었고, 에이펙스 레전드 게임에서 캣피싱 사례도 한 건 있었다고 밝혔다. Kanaria는 데뷔 스트리밍에서 자신이 남성이라고 밝히기도 하였다.

## 작품

### KING
2020년 8월 2일에 유튜브와 니코니코 동화, 그 외의 사이트에 투고된 두 번째 작품이다. 투고 2개월 만에 100만 재생을 달성하였다.
2021년 상반기 빌보드 재팬 UGC 노래 차트 "Top User Generated Songs" 에서 선두를 달리기도 하였다.
2021년 5월 17일, iOS/안드로이드 앱 프로젝트 세카이: 컬러풀 스테이지! feat. 하츠네 미쿠에 리듬게임 악곡으로 추가되었다.

### EYE
2021년 7월 25일에 유튜브와 니코니코 동화, 그 외의 사이트에 투고된 여섯 번째 작품이다.

## 디스코그래피

### 앨범
| 제목         | 연도 | 세부 정보                                   | 최고 차트 순위 | 최고 차트 순위 | 판매량 | 참고  |
| 제목         | 연도 | 세부 정보                                   | 일본           | 일본 통합      | 판매량 | 참고  |
| ------------ | ---- | ------------------------------------------- | -------------- | -------------- | ------ | ----- |
| King         | 2020 | - 발매: 2020년 12월 9일 - 레이블: 자체 발매 | 44             | —              | —      | [ 3 ] |
| Kanaria.code | 2022 | - 발매: 2022년 9월 21일 - 레이블: 자체 발매 | 18             | 26             | —      | [ 6 ] |

### 싱글
| 제목             | 연도 | 세부 정보                | 최고 차트 순위 | 최고 차트 순위 | 판매량 | 참고 |
| 제목             | 연도 | 세부 정보                | 일본 디지털    | 일본 스트리밍  | 판매량 | 참고 |
| ---------------- | ---- | ------------------------ | -------------- | -------------- | ------ | ---- |
| 취한 줄을 모르고 | 2022 | - 발매: 2022년 5월 2일   | —              | 48             | —      |      |
| 대뇌적인 랑데부  | 2022 | - 발매: 2022년 11월 16일 | 33             | —              | —      |      |